# Harlinger
Een Harlinger is een inwoner van de stad Harlingen in de Nederlandse provincie Friesland. Harlingers worden ook wel "Ouwe seunen" genoemd. De Franekers noemen Harlingers "tobbedansers" en de Harlingers de Franekers weer "klokkendieven". De Harlingers danken deze naam aan het maken van Harlinger bont. Deze kledingstof werd gemaakt van wol. Om de wol schoon te maken, werd het in grote tobbes met water al trappelend en blootsvoets gereinigd. Vandaar de naam "Tobbedansers".
De meeste Harlingers voelen zich geen echte Fries, maar gewoon Nederlander.
Veel Harlingers beheersen wel het Harlinger dialect.
Er wonen meer Harlingers buiten Friesland, daar er ook een Harlingen in Texas, de Verenigde Staten is. Dat stadje herbergt bijna viermaal zo veel inwoners als het Nederlandse Harlingen.